# Massif d'Hernio
Le massif d'Hernio se situe dans la province du Guipuscoa, dans les Montagnes basques.
Son sommet principal est l'Hernio (1 078 m) dont le massif prend le nom.

## Sommets
- Hernio, 1 078 m 43° 10′ 13″ nord, 2° 09′ 10″ ouest
- Aizpel, 1 068 m 43° 10′ 00″ nord, 2° 08′ 46″ ouest
- Portumatza, 1 049 m 43° 10′ 21″ nord, 2° 09′ 21″ ouest
- Ubeltz, 1 016 m 43° 09′ 32″ nord, 2° 08′ 09″ ouest
- Herniozabal, 1 011 m 43° 09′ 24″ nord, 2° 07′ 34″ ouest
- Gazume, 1 001 m 43° 10′ 52″ nord, 2° 09′ 56″ ouest
- Hornillo, 994 m 42° 41′ 57″ nord, 2° 22′ 19″ ouest (Alava)
- Mendibeltz, 963 m 43° 10′ 52″ nord, 2° 10′ 25″ ouest
- Mendikute, 816 m 43° 08′ 45″ nord, 2° 07′ 36″ ouest
- Hernio Txiki, 809 m 43° 10′ 27″ nord, 2° 08′ 45″ ouest
- Agota, 801 m 43° 10′ 30″ nord, 2° 08′ 40″ ouest
- Olamuño, 781 m 43° 08′ 47″ nord, 2° 06′ 58″ ouest
- Indo, 764 m 43° 11′ 31″ nord, 2° 10′ 53″ ouest
- Txinkorta, 755 m 43° 08′ 25″ nord, 2° 08′ 30″ ouest
- Erdaizburu, 736 m 43° 10′ 19″ nord, 2° 07′ 56″ ouest
- Murugil, 717 m 43° 13′ 34″ nord, 2° 10′ 18″ ouest
- Olarteta, 714 m 43° 13′ 33″ nord, 2° 09′ 56″ ouest
- Sagain, 705 m 43° 11′ 24″ nord, 2° 08′ 53″ ouest
- Urkobieta, 688 m 43° 07′ 53″ nord, 2° 09′ 10″ ouest
- Pagoetako Kurutzea, 676 m 43° 13′ 54″ nord, 2° 10′ 34″ ouest
- Mendigain, 672 m 43° 09′ 25″ nord, 2° 06′ 16″ ouest
- Atxurigaina, 664 m 43° 13′ 11″ nord, 2° 09′ 46″ ouest
- Txoondegi, 661 m 43° 11′ 47″ nord, 2° 11′ 35″ ouest
- Kareaga, 632 m 43° 12′ 23″ nord, 2° 08′ 57″ ouest
- Otagain, 625 m 43° 11′ 58″ nord, 2° 09′ 05″ ouest
- Sañoa, 616 m 43° 11′ 35″ nord, 2° 14′ 07″ ouest
- Arauntza, 612 m 43° 11′ 32″ nord, 2° 14′ 37″ ouest
- Mugarriluzeko Punta, 585 m 43° 11′ 51″ nord, 2° 13′ 42″ ouest
- Arburua, 583 m 43° 10′ 45″ nord, 2° 07′ 48″ ouest
- Mugallegi, 526 m 43° 10′ 59″ nord, 2° 07′ 29″ ouest
- Añua, 521 m 43° 10′ 59″ nord, 2° 12′ 37″ ouest
- Almitxuri, 489 m 43° 10′ 58″ nord, 2° 07′ 01″ ouest
- Murgil, 464 m 43° 11′ 07″ nord, 2° 06′ 41″ ouest
- Indamendi, 462 m 43° 15′ 31″ nord, 2° 12′ 56″ ouest
- Txatxarromendi, 452 m 43° 15′ 11″ nord, 2° 12′ 01″ ouest
- Txurro, 435 m 43° 10′ 19″ nord, 2° 05′ 50″ ouest
- Ertxiña, 434 m 43° 14′ 13″ nord, 2° 14′ 06″ ouest
- Gurutzea, 399 m 43° 14′ 40″ nord, 2° 15′ 03″ ouest
- Mandiotegi, 364 m 43° 10′ 59″ nord, 2° 14′ 29″ ouest